# Richard Henry Puech dit Dupont

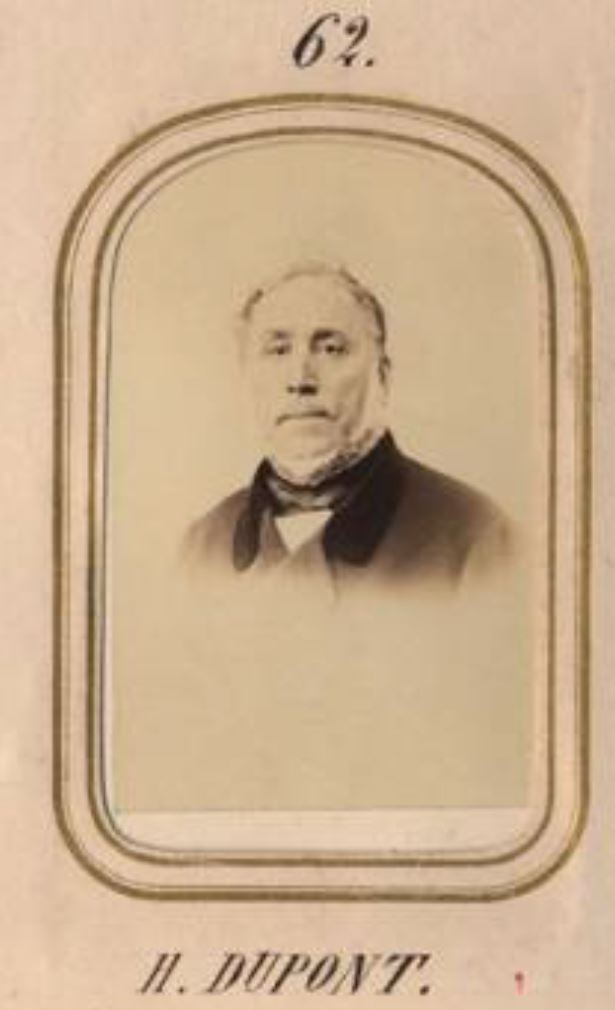
Richard Henry Puech dit Dupont

Richard Henry Puech dit Dupont oft nur Henry Dupont oder Dupont jeune (* 1. November 1798 in Bayeux; † 2. Juli 1873 in Meudon, Stadtteil Bellevue) war ein französischer Naturalienhändler und Entomologe.

## Leben und Wirken

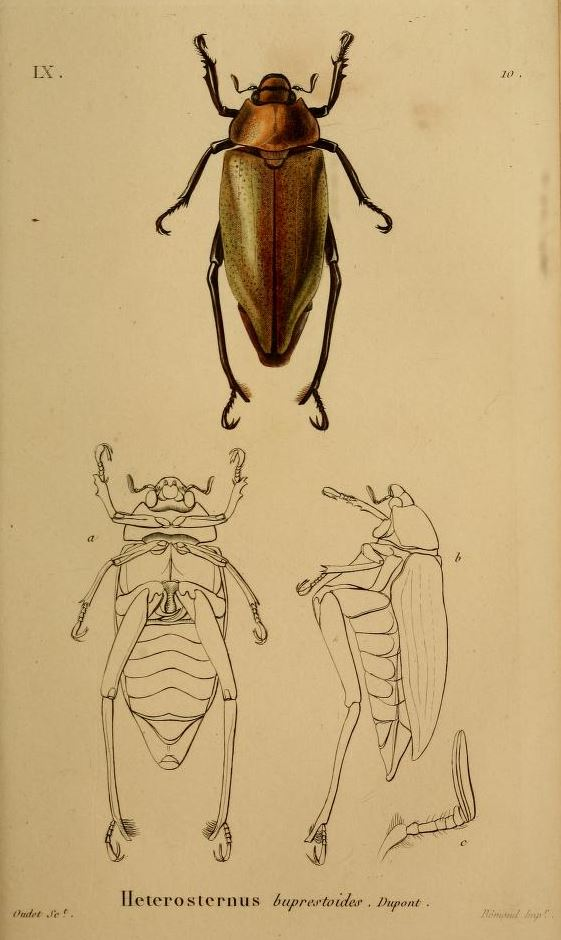
Heterosternus buprestoides

Der Vater Jean-Antoine Puech dit Dupont arbeitete als Perückenmacher in Bayeux und heiratete Marie-Françoise geb. Badin. Sie hatten drei Söhne Henry (1795–1798), Léonard (1796–1828; nicht 1795) und Richard Henry. Auch wenn sie alle mit dem Nachnamen Puech dit Dupont registriert wurden, waren die Brüder oft nur unter dem Namen Dupont bekannt. Wahrscheinlich durch die Mutter beeinflusst, entwickelten beide Brüder ein starkes Interesse für die Naturkunde. Louis Charles Kiener, Léon de Joannis und César Auguste Récluz benannten einige Muscheln nach der Mutter. Pierre Boitard und Emmanuel Jacques Canivet (1796–1849) beschreiben 1828 in ihrem Manuel du naturaliste préparateur, wie die Mutter den Autoren beibrachte, Schmetterlinge besser für den Transport zu verpacken.
Richard Henry heiratete am 25. September 1823 Rose Marguerite Julie geb. Baudry, mit der er zumindest zwei Kinder namens Léonie Eugénie Augustine, geboren am 20. Februar 1828, und François Henri, geboren am 22. April 1833, hatte.
Henry Dupont studierte zunächst in Paris am Jardin des Plantes und eröffnete danach einen Naturalienhandel, den er 30 Jahre lang in der 9 Quai Saint-Michel und später in der 25 Quai Saint-Michel führte. Auch wenn er noch andere Tierpräparate verkaufte, spezialisierte er sich auf die Insekten. Dabei legte er sich selbst eine beachtliche Insektensammlung zu. So ließ er Pierre François Marie Auguste Dejean (1780–1845) Insektenpräparate zukommen, die dieser in seinem mehrbändigen Werk Spécies général des coléoptères de la collection de M. le Comte Dejean beschrieb. In den Werken verwies er immer wieder auf ihn und seinen Bruder Léonard. Im Jahr 1828 war Henrys Sammlung bereits auf 10.000 Käferarten angewachsen, und zwei Jahre später kaufte er weitere 15.000 Exponate von Jules Prosper Goudot (1803–nach 1861), der damals aus Madagaskar zurückgekehrt war.
1832 beschrieb er mit Heterosternus buprestoides einen für die Wissenschaft neuen Blatthornkäfer. Seine bedeutendste Publikation war sicherlich Monographie des Trachydérides de la famille des longicorne aus dem Jahr 1839, die auf Basis von Käfern der Dejean- und der französischen Nationalsammlung entstand. Er selbst bezeichnete sich auf dem Titelblatt als Naturforscher der Prinzen der königlichen Familie. In der Einleitung erwähnte er, dass er 1833 eine Sammlung von Charles Alexandre Lesueur (1778–1846) mit Käfern aus Mexiko, Guatemala und Argentinien erstanden hatte. Nach dem Tod seines Freundes Félix Louis L’Herminier fielen ihm Teile von dessen Sammlung aus Guadeloupe und South Carolina zu. Auch die Sammlung von Enea Silvio Vincenzo Piccolomini aus Kalifornien und Auguste Langle (-1842) von seiner Reise nach Angola und Königreich Kongo gingen in Duponts Besitz über.
Für Maria Karolina von Neapel-Sizilien diente er als porte-queue, d. h., dass er bei feierlichen Anlässen ihr folgend die Schweife ihres Gewandes trug. So kam er unter den französischen Entomologen zu dem Spitznamen le Macao, der Schwalbenschwanz (Papilio machaon), der im Französischen entweder als Machaon oder Grand porte-queue bezeichnet wird.
Als Naturalienhändler in Paris verkaufte er weit mehr als nur Insekten. Viele Vogelbälge kamen über Händler und Regierungsexpeditionen in die Stadt. So kaufte er z. B. von Charles René Augustin Leclancher (1804–1857), der mit der Fregatte Vénus zwischen 1836 und 1839 unterwegs war, Bälge, von denen ein Exemplar des ausgestorbenen Nukupuu (Hemignathus lucidus) von Frédéric de Lafresnaye für 25 Francs aufgekauft wurde. Im Jahr 1835 verlieh er zumindest 200 Wachspräparate aus dem Nachlass seines Bruders Léonard an verschiedene Medizinschulen. Zwei Jahre später schätzte sie eine Expertenkommission auf einen Wert von 30.000 Francs, doch bekam er erst im Jahr 1846 20.000 Francs von der französischen Regierung ausgezahlt, da sie diese behalten wollte. Dieses Ereignis könnte der Grund sein, warum er sich mit 50 Jahren zur Ruhe setzte und dem polnischen Graf Jerzy Wandalin Mniszech (deutsch George Vandalin Mniszech) (1824–1881) im Jahr 1846 seine 23.000 Arten umfassende Insektensammlung verkaufte. Der endgültige Impuls für seinen Ruhestand könnte die Februarrevolution 1848 gewesen sein, in der Louis-Philippe I. entmachtet wurde. Angeblich hatte Dupont dessen Käfersammlung aufgekauft. Im Juli 1848 wurde die Sammlung mit Hilfe von Honoré de Balzac (1799–1850) verpackt und zu Graf Mniszech nach Odessa transportiert.
Zwei Jahrzehnte später führte der Deutsch-Französische Krieg zur Belagerung von Paris. Dupont musste aus seinem Haus in Bellevue fliehen und zog in die Mitte von Paris, wo er hin und wieder im Muséum national d’histoire naturelle (MNHN) gesehen wurde. Nach Beendigung des Krieges zog er zurück nach Bellevue, war aber gesundheitlich stark angeschlagen und musste die Zerstörung seines Eigentums miterleben. Kurz nach seinem Tod vermachte sein Sohn François Henri dem MNHN eine Sammlung von 350 Vogelbrüsten aus dem Nachlass seines Vaters. Seine Käfersammlung kam über René Oberthür, der die Sammlung von Graf Mniszech im Jahr 1885 aufkaufte, später zurück ins Museum.

## Mitgliedschaften
Seit 1832 war er Mitglied der Société entomologique de France aus der im März 1849 nach Aufgabe seiner Sammlung austrat. 1839 wurde Dupont von Louis Jérôme Reiche als Mitglied Nummer 171 der Société Cuvierienne vorgestellt. Außerdem war er Mitglied der Entomological Society of London, der Moskauer Gesellschaft der Naturalisten, der Société Science Naturelle de la ville de Douai, der Société des Sciences des Arts et des Lettres du Hainaut, der Société polymathique du Morbihan und anderen französischen und ausländischen Gesellschaften.

## Dedikationsnamen

### Vögel
Der wissenschaftliche Name des Blaukehl-Sternkolibris (Tilmatura dupontii (Lesson, 1832)) ist ihm sehr wahrscheinlich gewidmet.

### Insekten
François Louis Nompar de Caumont de La Force beschrieb 1832 Agacephala duponti und zusammen mit Gaspard Auguste Brullé 1831 Platydema duponti, Jean Baptiste Alphonse Dechauffour de Boisduval 1835 mit Anoplognathus duponti  ein Synonym für Anoplognathus olivieri (Dalman, 1817), Temognatha duponti, Leptopius duponti, Maximilien de Chaudoir 1842 mit Brachycoelus duponti ein Synonym für Migadops latus (Guérin-Méneville, 1841), Frederick William Hope 1841 Campsosternus duponti und 1842 Tetralobus duponti, Pierre François Marie Auguste Dejean 1826 Cicindela duponti und 1839 Clytus duponti ein Synonym für Pseudosphegesthes cinerea ((Castelnau & Gory), 1841), Hermann Burmeister 1841 Euchirus dupontianus und 1847 Heterogomphus ulysses duponti, Martial Étienne Mulsant 1850 Ortalia duponti, Carl Johan Schönherr 1833 Platyomus duponti und 1843 Lixus duponti, Jules Putzeys 1846 Lebia dupontii, Carl Henrik Boheman 1850 Desmonota duponti, Jean Théodore Lacordaire 1842 Ischyrus duponti, Giuseppe De Cristoforis und Georg Jan 1832 Haltica duponti, Charles Nicolas Aubé 1833 Euplectus duponti und 1838 die Schwimmkäferart Thermonectus duponti, Colymbetes duponti, Copelatus duponti, Hydroporus duponti, Antoine Joseph Jean Solier 1834 Erodius dupontii, 1835 Dichomma dupontii und Tentyria dupontii, 1836 Pimelia dupontii und Machla dupontii, sowie gemeinsam mit Flaminio Baudi di Selve und Eugenio Truqui 1848 Psorodes dupontii, Massimiliano Spinola 1840 Platynoptera dupontii, 1844 Platynoptera dupontii, Pyticera dupontii und die Gattung Dupontiella.

### Schnecken
Pierre Marie Arthur Morelet nannte 1866 eine Landlungenschneckenart Plegma duponti.

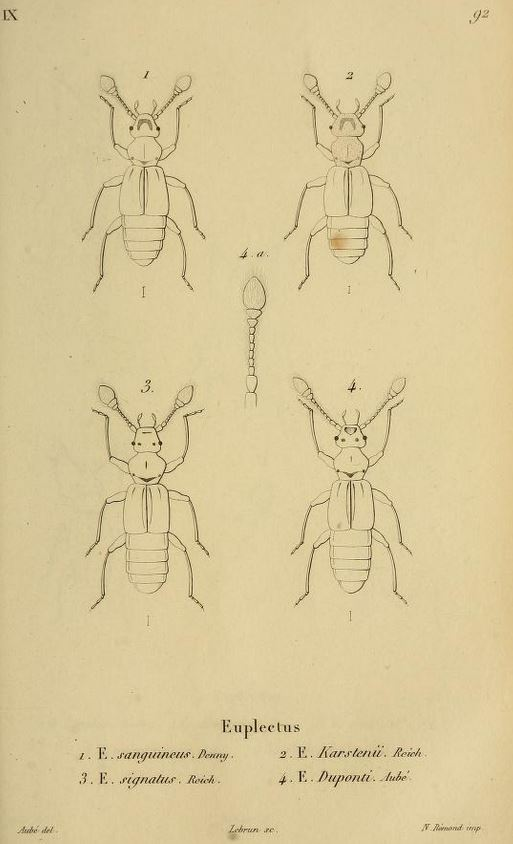
Euplectus duponti Figur 4
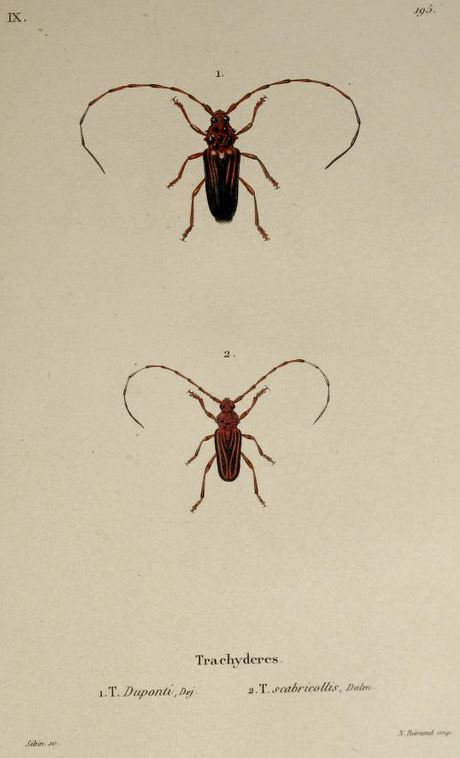
Trachyderes_duponti Figur 1
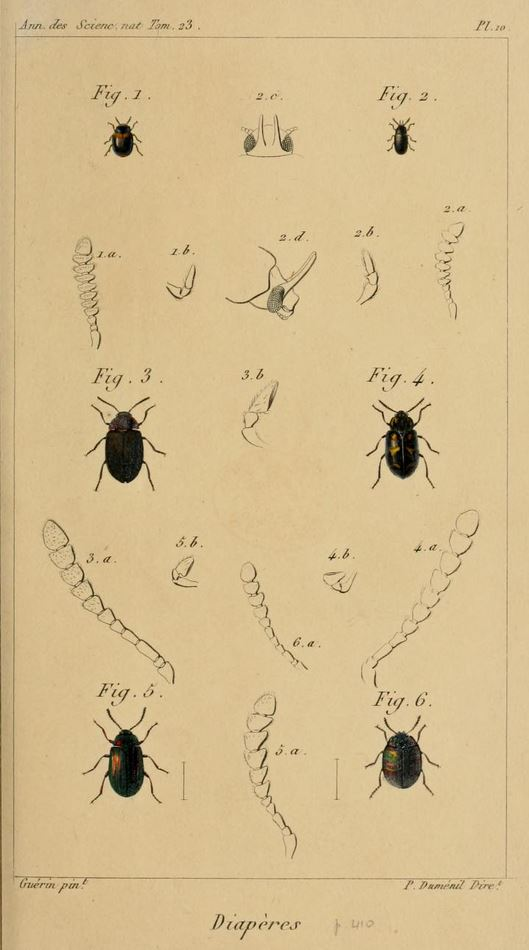
Platydema duponti Figur 3
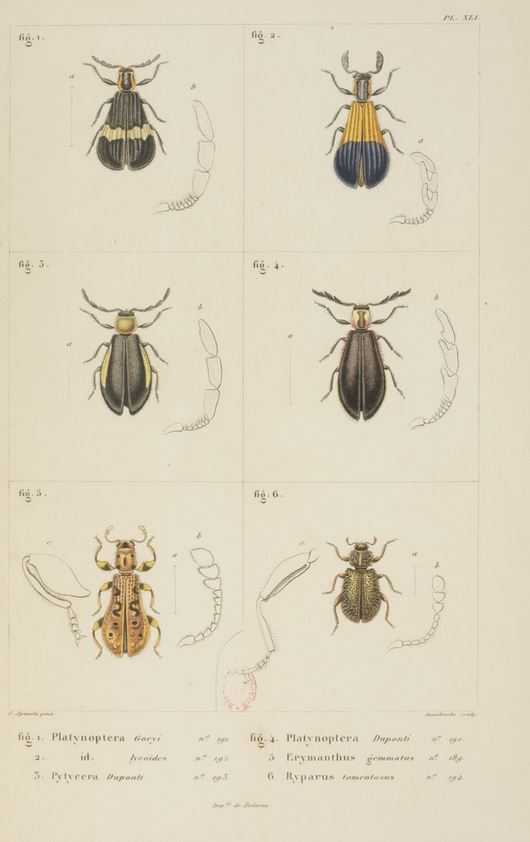
Pyticera dupontii Figur 3 & Platynoptera dupontii Figur 4
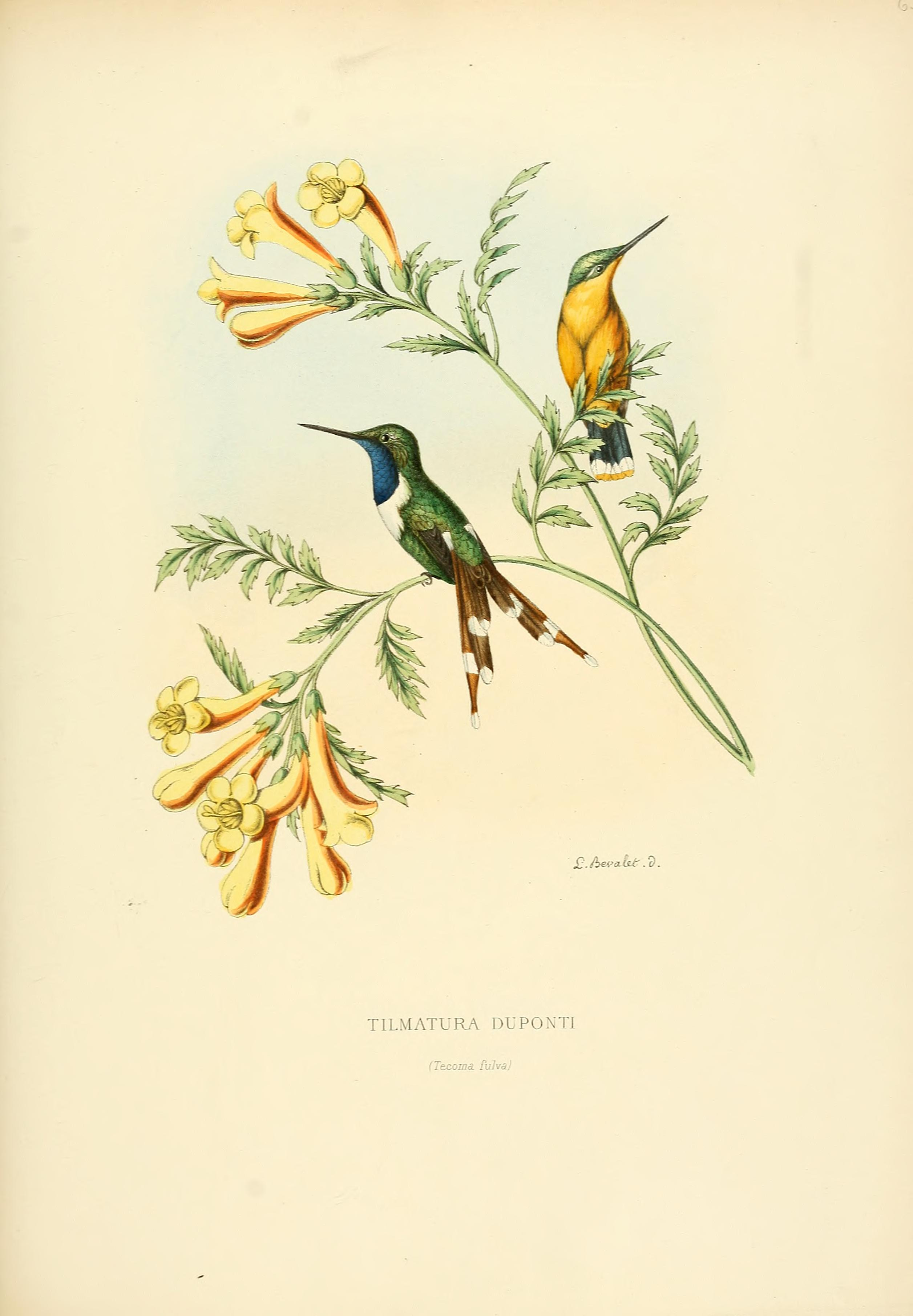
Blaukehl-Sternkolibri (Tilmatura dupontii) illustriert von Louis Victor Bevalet (1808–1887)
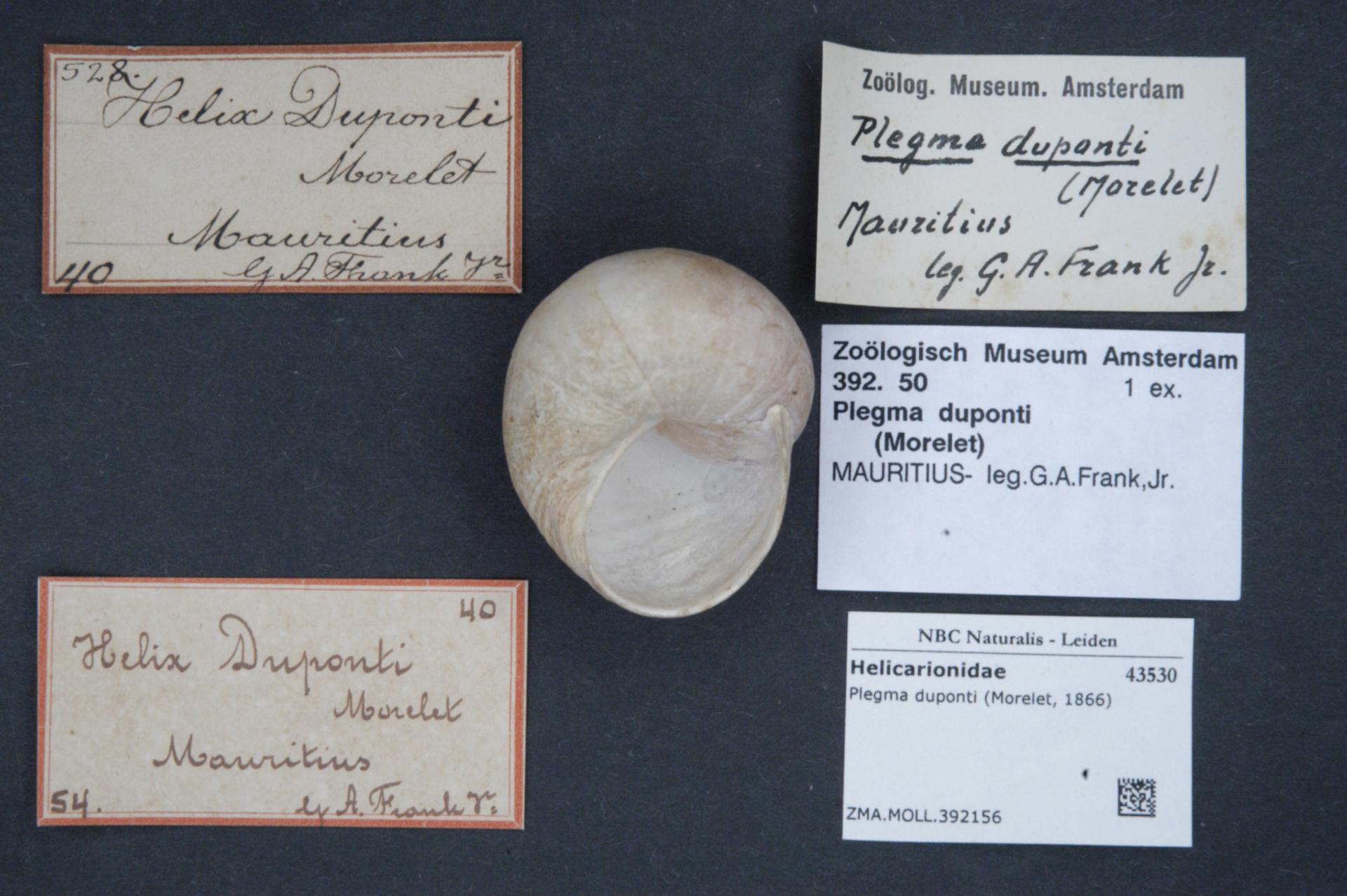
Plegma duponti

## Publikationen (Auswahl)
- Hétérosterne Heterosternus. In: Magasin de zoologie, Journal destiné a établir une coorespondance entre les zoologistes de tous les pays, et a leur faciliter les moyens de publier les espèces nouvelles ou peu connus qu’ils possèdent. Band 2, Classe IX, 1832, S. Text zu Tafel 10 (biodiversitylibrary.org).
- Callipogon. Callipogon. Serville. In: Magasin de zoologie, Journal destiné a établir une coorespondance entre les zoologistes de tous les pays, et a leur faciliter les moyens de publier les espèces nouvelles ou peu connus qu’ils possèdent. Band 2, Classe IX, 1832, S. Text zu Tafel 33 (biodiversitylibrary.org).
- Trictenotome. Trictenotoma. Gray. In: Magasin de zoologie, Journal destiné a établir une coorespondance entre les zoologistes de tous les pays, et a leur faciliter les moyens de publier les espèces nouvelles ou peu connus qu’ils possèdent. Band 2, Classe IX, 1832, S. Text zu Tafel 35 (biodiversitylibrary.org).
- Bupreste. Buprestis. Lin. In: Magasin de zoologie, Journal destiné a établir une coorespondance entre les zoologistes de tous les pays, et a leur faciliter les moyens de publier les espèces nouvelles ou peu connus qu’ils possèdent. Band 2, Classe IX, 1832, S. Text zu Tafel 43 (biodiversitylibrary.org).
- Sur les étamines des Légumineuses-Papionacées. In: Archives de Botanique ou Recueil mensuel de memories originaux, d’extraits et analyses bibliographiques, d’annonces et d’avis divers concernant cette science. Band 2, 1833, S. 315–324 (books.google.de).
- Polybotris. Polibotris. In: Magasin de zoologie, Journal destiné a établir une coorespondance entre les zoologistes de tous les pays, et a leur faciliter les moyens de publier les espèces nouvelles ou peu connus qu’ils possèdent. Band 3, Classe IX, 1833, S. Text zu Tafel 77 (biodiversitylibrary.org).
- Observationes sur le Typha. In: Annales des sciences naturelles, Botanique. (= 2). Band 1, 1834, S. 57–60 (biodiversitylibrary.org).
- Sur le pistil des Scutellaria. In: Annales des sciences naturelles, Botanique. (= 2). Band 3, 1835, S. 44–47 (biodiversitylibrary.org).
- Mallodère. Malloderes. Dupont. In: Magasin de zoologie, Journal destiné a établir une coorespondance entre les zoologistes de tous les pays, et a leur faciliter les moyens de publier les espèces nouvelles ou peu connus qu’ils possèdent. Band 5, Classe IX, 1835, S. Text zu Tafel 125 (biodiversitylibrary.org).
- Naryce. Narycus Dupont. In: Magasin de zoologie, Journal destiné a établir une coorespondance entre les zoologistes de tous les pays, et a leur faciliter les moyens de publier les espèces nouvelles ou peu connus qu’ils possèdent. Band 5, Classe IX, 1835, S. Text zu Tafel 128 (biodiversitylibrary.org).
- Rectification de la synonymie de la Lamia radiata, Gory. In: Annales de la Société entomologique de France. Band 4, 1835, S. 665–667 (biodiversitylibrary.org).
- Sur les caractères génériques de Gypsophila Saxifraga. In: Annales des sciences naturelles, Botanique. (= 2). Band 5, 1836, S. 319–320 (biodiversitylibrary.org).
- Monographie des Trachydérides. In: Magasin de zoologie, Journal destiné a établir une coorespondance entre les zoologistes de tous les pays, et a leur faciliter les moyens de publier les espèces nouvelles ou peu connus qu’ils possèdent. Band 6, Classe IX, 1836, S. Text zu Tafeln 141 bis 164 (biodiversitylibrary.org).
- Monographie des Trachydèrides. In: Magasin de zoologie, Journal destiné a établir une coorespondance entre les zoologistes de tous les pays, et a leur faciliter les moyens de publier les espèces nouvelles ou peu connus qu’ils possèdent. Band 8, Classe IX, 1838, S. 1–59 (biodiversitylibrary.org).
- Monographie des Trachydérides de la famille des Longicornes. Arthus-Bertrand,, Paris 1839 (biodiversitylibrary.org).
- Observations relatives à quelques genres de la famille des Chénopodées. In: Annales des sciences naturelles, Botanique. (= 2). Band 13, 1840, S. 310–315 (biodiversitylibrary.org).
- Supplément à la monographie des trachydérides. In: Magasin de zoologie, d’anatomie comparée et de palaeontologie (= 2). Band 2, Classe IX, 1840, S. Text zu Tafeln 28 bis 38 (biodiversitylibrary.org).
- Nouvelle espèce du genre Ozodera. In: Revue Zoologique par La Société Cuvierienne. Band 3, 1840, S. 42 (biodiversitylibrary.org).
- Sur l’insertion de la corolle et de étaines dans les Caryophyllées. In: Annales des sciences naturelles, Botanique. (= 2). Band 15, 1841, S. 98–100 (biodiversitylibrary.org).